# Moffengriet – Liebe tut, was sie will
Moffengriet – Liebe tut, was sie will ist ein deutscher Fernsehfilm aus dem Jahre 1990.

## Handlung
Im Jahr 1943 verliebt sich eine junge Holländerin namens Tiny, die Tochter eines Fleischgroßhändlers, in den deutschen Besatzungssoldaten Bernd und zieht damit die Verachtung ihrer Mitbürger auf sich. Aus der Bekanntschaft erwächst Liebe und diese wird nicht verheimlicht. Tiny bekennt sich zu Bernd – gegen die Bedenken der Mutter, gegen die Verachtung der Nachbarn, gegen den Widerstand des Pfarrers, doch alsbald wird Bernd nach Italien abkommandiert. Als die Niederlande 1945 durch die Amerikaner befreit werden, werden den Frauen, die ein Verhältnis mit Deutschen hatten (Moffengrieten werden diese Frauen genannt), die Haare geschoren. Auch Tiny ist davon betroffen.
Als ihr Bernd aus Deutschland schreibt und weiter seine große Liebe zu Tiny gesteht, verlässt diese Holland und geht nach Deutschland zu Bernd.

## Rezeption
Das katholische Portal für Kino, Filmkultur und Filmkritik Filmdienst schrieb: „Fernsehfilm, der ein sehr persönliches Kapitel aus der Zeit des Zweiten Weltkriegs aufschlägt, das die Entzweiung von Familien und Freunden beschreibt und sich so oder ähnlich in allen besetzten Ländern abgespielt hat.“

## Historischer Hintergrund
Das Wort Mof (in der Mehrzahl moffen) ist im Niederländischen eine abwertende Bezeichnung für einen Deutschen. Das Wort wurde vor allem seit Beginn der deutschen Besetzung der Niederlande verwendet und war in dieser Zeit ein Synonym für „Deutsche“. Dementsprechend wurde eine einheimische Frau, die sich während der Besatzung mit einem deutschen Soldaten einließ, moffenmeid, moffenhoer oder moffengriet genannt.